# Empis exotica
Empis exotica är en tvåvingeart som beskrevs av Christian Rudolph Wilhelm Wiedemann 1824. Empis exotica ingår i släktet Empis och familjen dansflugor. Inga underarter finns listade i Catalogue of Life.